# Aclytia leucaspila
Aclytia leucaspila är en fjärilsart som beskrevs av Fleming 1959. Aclytia leucaspila ingår i släktet Aclytia och familjen björnspinnare. Inga underarter finns listade i Catalogue of Life.